# Révolte de Tianshui
 (mai 2012).
Si vous disposez d'ouvrages ou d'articles de référence ou si vous connaissez des sites web de qualité traitant du thème abordé ici, merci de compléter l'article en donnant les références utiles à sa vérifiabilité et en les liant à la section « Notes et références ».
Expéditions nordiques de Zhuge Liang
Batailles
Bataille de Xincheng - Révolte de Tianshui - Bataille de Jieting - Siège de Chencang - Bataille de Jianwei - Bataille du mont Qi - Bataille des plaines de Wuzhang

La Révolte de Tianshui est une offensive militaire, doublée d'une rébellion qui eut lieu durant la période des Trois Royaumes, au printemps 228. Zhuge Liang, Premier ministre du royaume de Shu, leva une armée pour prendre le contrôle de la ville de Chang'an, une position stratégique du royaume de Wei dans le Guanzhong. Les trois districts de Nan'an, Tianshui et Anding furent conquis par les troupes du Shu, avant d’être repris par le Wei après la bataille de Jieting. Comme l'indique la biographie de Zhang He, un général du Wei : « Les districts de Nan'an, Tianshui et Anding se rebellèrent et firent défection au profit de (Zhuge) Liang, (Zhang) He les pacifia toutes les trois. ».

## Les préparatifs
À Hanzhong, pendant un conseil de guerre, Zhuge Liang propose une attaque de flanc, pour prendre le contrôle de la vallée supérieure de la rivière Wei et s'emparer de Chang'an. Wei Yan émet une objection et propose à la place d'utiliser les passes des monts Qinling pour lancer une attaque surprise sur Chang'an avec 10 000 hommes d'élite. Zhuge Liang rejette ce plan, qu'il trouve trop ambitieux, et préfère prendre plus de précautions. Son objectif est de faire tomber Chang'an en prenant le contrôle de Tianshui, Anding, Nan'an et du mont Qi.

## La révolte
En 228, Zhuge Liang décide de mettre son armée en ordre de marche et de faire passer ses troupes par les gorges de Xie, afin de prendre la ville de Mei. Il utilise Zhao Yun et Deng Zhi comme leurres, pour donner l'impression que les villes de Mei et Ji sont ses objectifs principaux. La ruse fonctionne et Cao Zhen envoie ses troupes contre eux. Pendant ce temps, Zhuge Liang prend personnellement le commandement des troupes qui vont assiéger le mont Qi. Lorsqu'il arrive dans la région, les trois districts de Nan'an, Tianshui et Anding se révoltent et trahissent le Wei pour rejoindre le Shu. Alerté par ces défections, Cao Rui, l'empereur du Wei, quitte sa capitale pour Chang'an, d'où il supervise lui-même les opérations militaires. Dans le même temps, Cao Zhen protège Mei contre Zhao Yun, pendant que Zhang He prend la tête d'une force de 50 000 soldats et cavaliers pour stopper Zhuge Liang.
Pendant que toutes ces manœuvres avaient lieu, Jiang Wei était en patrouille aux alentours de la ville de Shanggui, avec le gouverneur Ma Zun. Craignant que Jiang Wei ne complote avec le Shu, Ma retourne discrètement à Shanggui pendant la nuit. Quand Jiang Wei s'en aperçoit il est déjà trop tard, les portes de Shanggui lui sont fermées. Pour sortir de cette impasse, Jiang décide de rencontrer Zhuge Liang et de rejoindre les rangs du Shu.
Il n'y eut pas de véritable bataille à Tianshui, juste une révolte. La région de Tianshui se soumit rapidement au Shu, permettant aux troupes de Zhuge Liang de progresser rapidement. Cette avance rapide fut brisée par la défaite de Jieting, où Zhang He affronta les troupes de Ma Su. Finalement, les erreurs tactiques de Ma lui coûtèrent la victoire et son armée, ce qui obligea Zhuge Liang à donner l'ordre de battre en retraite vers le royaume du Shu. De leur côté, Zhao Yun et Deng Zhi tentèrent de stopper Cao Zhen, mais l'armée du Wei était trop puissante pour eux. Ils furent défaits aux gorges de Ji, mais réussirent à se retirer en bon ordre, évitant de transformer la défaite en déroute. Les districts qui s'étaient révoltés pour rejoindre le Shu furent ensuite pacifiés par Zhang He et réintégrés au royaume de Wei.

## La révolte dans les œuvres de fiction
Dans les chapitres 92 et 93 du roman des Trois Royaumes de Luo Guanzhong, la défection de Jiang Wei est présentée comme un but que se fixe Zhuge Liang après avoir assisté à une courte bataille entre Jiang et Zhao Yun. Zhuge Liang envoie d'abord Zhao Yun et, après quelques manœuvres, il rejoint lui-même le champ de bataille. Pendant le combat, Ma Zun, l'officier supérieur de Jiang Wei, suspecte ce dernier de comploter avec l'ennemi. Pendant que Jiang Wei est en dehors de Tianshui, Ma Zun ferme les portes de la ville et en interdit l’accès à Jiang. Ce dernier n'a alors pas d'autre choix que de rejoindre Zhuge Liang pour se mettre à son service.